# Rasmus Tirzitis
Rasmus Ludwig Emanuel Tirzitis, född 31 juli 1986 i Stockholm, är en svensk regissör och filmklippare.
Tirzitis utexaminerades från Stockholms Filmskola i Stockholm 2008.  
Tirzitis regidebut Vilsen (2016) har han både regisserat och klippt. Hans andra film The Huntress: Rune of the Dead (2019) var en samproduktion mellan  Sverige och bolaget ITN Distribution, Las Vegas, Nevada, USA. Manuset till filmen skrev Tirzitis tillsammans med Faravid Af Ugglas.

## Filmografi
- 2011 – Min Vän Josef (klippare)
- 2011 – Amalia (klippare)
- 2012 – Farwell Teddy (klippare)
- 2013 – Fröken Julie (klippare)
- 2014 – Star Wars: Threads of Destiny (regi) och (klippare)
- 2014 – Imprisoned (regi) och (manus)
- 2015 – Legend of Dark Rider (klippare) och (inspelningsledare)
- 2016 – Vilsen (regi) och (klippare)
- 2019 – The Huntress: Rune of the Dead (regi) (manus) och (klippare)
- 2020 – Fear of the Woods - The Beginning (klippare)
- 2022 – Repögla (regi) (manus) och (klippare)